# Polyscias havilandii
Polyscias havilandii är en araliaväxtart som först beskrevs av Henry Nicholas Ridley, och fick sitt nu gällande namn av Lowry och G.M.Plunkett. Polyscias havilandii ingår i släktet Polyscias och familjen Araliaceae. Inga underarter finns listade.